# Аета

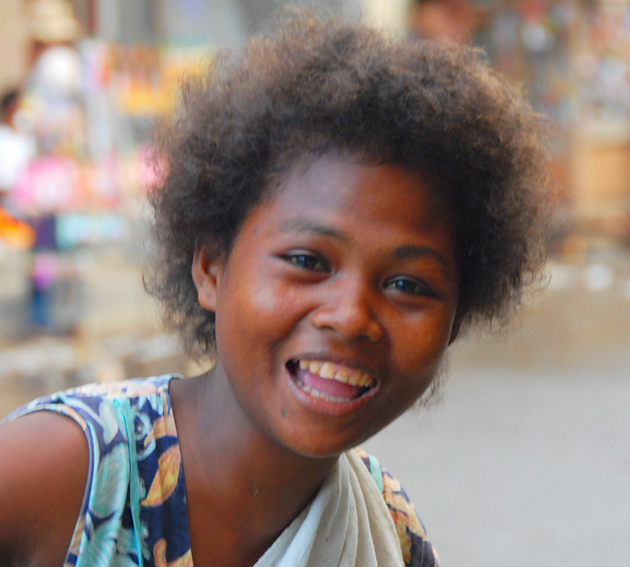
Жінка з племені аті

Ае́та (тагал. mga Aeta) — група племен, що становлять найдавніше населення Філіппін. Їх загальна чисельність становить близько 33 тис. осіб (2011).
Від більшості населення країни відрізняються за расовим типом та способом життя. Це низькорослі люди, що належать до негритоської раси. Пізніші мігранти, предки сучасних філіппінських народів, відтіснили негритосів у внутрішні лісові райони островів.

## Племена
Аета не утворюють єдиної етнічної спільноти, вони складаються з окремих племінних груп, розкиданих по всій території Філіппінських островів. На острові Лусон живуть ета, атта, агта, балуга, думагат, на острові Панай — аті, на острові Палаван — батак, на острові Мінданао — мамануа, тасадай-манубе.

## Мова
Аета говорять мовами, що, як і решта мов філіппінських народів, належать до західної гілки малайсько-полінезійських мов австронезійської сім'ї.

## Вірування
Аета дотримуються традиційних вірувань і культів, є також християни (католики й протестанти).
Традиційні вірування включають анімізм, культи сил природи, елементи політеїзму, магію, тлумачення сновидінь і прикмет.

## Основні заняття

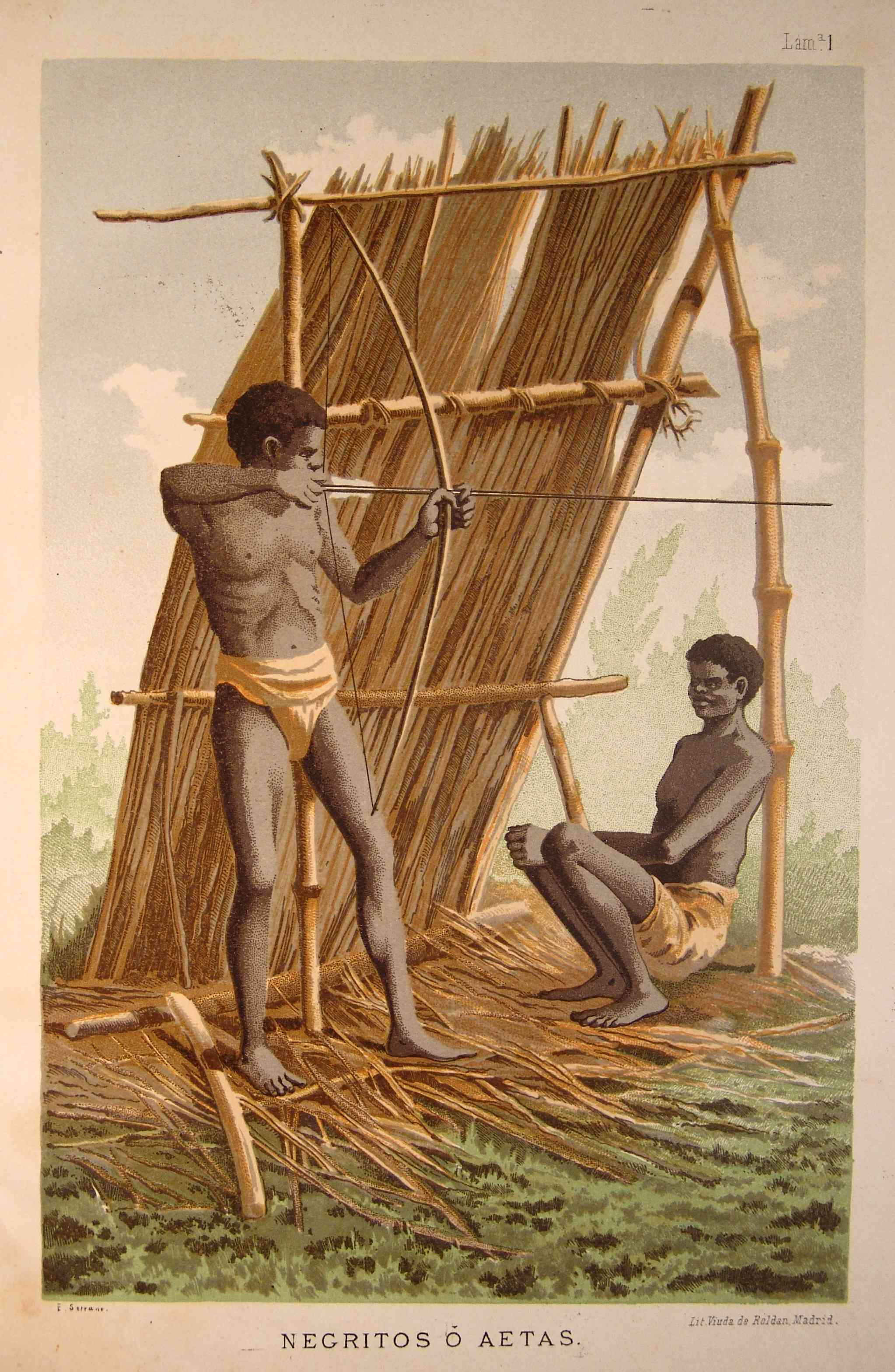
Аета, малюнок 1885 року

Бродячі мисливці і збирачі. Полюють свиней, оленів, птахів, використовуючи лук та отруйні стріли, різноманітні пастки. Батаки з острова Палаван використовують духові трубки з отруйними дротиками. Рибу добувають за допомогою списів або луків.
Із ремесел поширені плетіння з бамбука, ротанга, виготовлення традиційного одягу із лубу. Аета не вміли виробляти залізні, гончарні і ткацькі вироби, а купували їх у своїх сусідів. Своєю чергою, торгували дарами лісу, пропонуючи мед, камедь, ротанг.
У XX ст. господарська діяльність аета зазнала суттєвих змін. Поряд із традиційними галузями, отримало розвиток підсічно-вогневе землеробство, вирощують рис, овочеві культури. Аета стали виготовляти на продаж сувеніри, наймаються на роботу на фермерських полях. Переходять до напівосілого способу життя, виникають сезонні поселення.

## Побут
Примітивною є матеріальна культура аета. Традиційне житло — двосхилий намет з бамбука, критий пальмовим листям.
Традиційний чоловічий одяг — вузька пов'язка на стегнах, жіночий — спідниця із лубу. Носять прикраси із рослинних і тваринних матеріалів.
Їдять двічі на день, вранці та ввечері. Основу раціону складають рослинна їжа, м'ясо диких тварин, риба.

## Соціальна організація
Зберегли основи первіснообщинного ладу. Основною соціальною одиницею є локальна група, яка складається із декількох споріднених сімей. Така група спільно володіє певною територією лісів, де здобуває собі засоби до існування.
Аета моногамні, сім'я нуклеарна. Не існує певних правил, де мають жити молоді після вкладання шлюбу.

## Генетика
Айта Магбукон, має найвищий рівень денисівської ДНК, значно більше, ніж папуаські горяни, раніше відомі як сучасне населення з найвищим рівнем денисівського походження, відзначили вчені зі Швеції.